# Синій кит (гра)

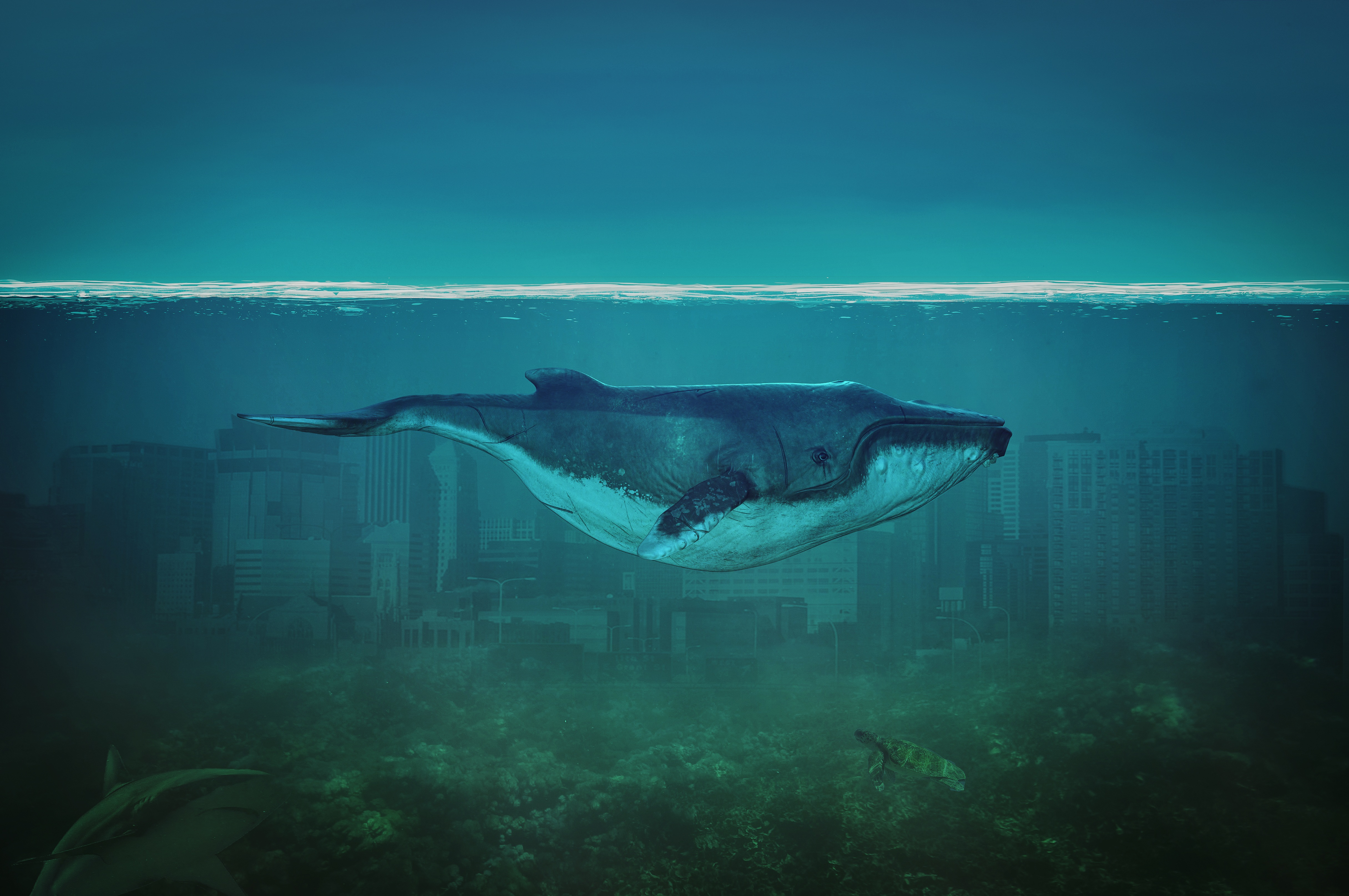
Синій кит вибраний як символ гри завдяки тому, що він зазвичай є одинаком, та за деякими джерелами, є однією із небагатьох тварин, які здатні здійснити самогубство

Синій кит (рос. Синий кит) — координована підліткова гра, поширена переважно в російськомовних соціальних мережах (зокрема, ВКонтакті), кінцевим підсумком якої є доведення гравця до самогубства. За матеріалами розслідувань правоохоронних органів та незалежних розслідувань, координуванням та поширенням цієї гри в Інтернеті займаються адміністратори так званих «груп смерті». Зазвичай у гру втягуються підлітки віком від 12 до 16 років, хоча є повідомлення про спроби вербування в гру і молодших дітей. Згідно повідомлень засобів масової інформації, поширення гри розпочалось у Росії у кінці 2015 року, та поступово розповсюдилось, початково на країни колишнього СРСР — Україну, Казахстан, Киргизстан, Білорусь та країни Балтії (переважно Естонію та Латвію); пізніше з'явились повідомлення про вербування підлітків у «групи смерті» в Молдові, Польщі та Грузії; з'явились повідомлення про зацікавлення «Синім китом» підлітків у країнах Західної Європи; та навіть у країнах Південної Америки — Бразилії; Колумбії та Чилі, пізніше повідомлення про появу «Синього кита» надійшли з Африки (Кенія) та Азії (Китай). На думку частини російських засобів масової інформації та російських соціологів, сама гра має ознаки «міської легенди», а доказів існування самої гри з відповідними правилами не існує; засоби масової інформації України та українські правоохоронні органи до інформації про гру «Синій кит» поставились значно серйозніше.

## Походження гри
На думку частини російських засобів масової інформації, образ кита взятий із пісні «Гореть» групи «Lumen», та означає самотність та відчуженість. Окрім того, коли з одним або кількома китами відбувається щось недобре, вони видають сигнал біди. Це призводить до того, що інші кити пливуть допомагати своїм родичам, які потрапили в біду, проте самі часто потрапляють в небезпечну ситуацію, зокрема, запливають на мілководдя, звідки не можуть вибратися. Схожий принцип закладений у основу «Синього кита»: гравець подає сигнал про допомогу, проте замість того, щоб врятуватись, несвідомо ставить у небезпечне положення інших. Сама назва гри може пов'язуватись із тим фактом, що сині кити зазвичай є одинаками, та, згідно частини джерел, є одними із небагатьох тварин, які можуть скоювати самогубство.
Існує велика кількість версій походження феномену «Синього кита». Частина російських психологів вважає, що стрімкому поширенню інтересу до «Синього кита» сприяє як простота й довіра до фактів, викладених про гру, так і конкретика і точність інформації (викладено повний список завдань гри, які цілеспрямовано підводять підлітка до самогубства), а також логічність та зв'язність інформації, а також цікавість підлітків до таємничої гри та відповідна емоційна настроєність. Частина засобів масової інформації вважають, що за цим феноменом стоїть група підготовлених психологів та піар-менеджерів, які готові наживатися на продажу відео із записом самогубства підлітка, а також на бажанні отримати владу над іншими людьми, навіть і непублічну. Досвідчені психологи розуміють, що в підлітковому віці часто виникають проблеми у спілкуванні з дорослими, та підсовують єдине, на їх думку, вирішення цих проблем — самогубство, а у випадку відмови від нього розпочинають залякування підлітка. У Росії існує версія, що гру «Синій кит» придумала якась тоталітарна секта, що цілеспрямовано доводить підлітків до самогубства, щоправда, цю версію поділяє незначна кількість осіб. На хибну думку ряду російських інтернет-менеджерів із маргінальними поглядами, цю гру придумали або українські націоналісти, або західні спецслужби. Висловлюються припущення, що «Синього кита» запустили в соціальні мережі представники ІДІЛ. Частина російських оглядачів також вважає, що «Синій кит» вигадали представники російської влади та спецслужб із метою введення чергових обмежень та нової порції цензури в Інтернеті.

## Історія виникнення та поширення гри
Згідно розслідуванню, проведеному журналістами російської «Нової газети» у травні 2016 року, «групи смерті» та гра «Синій кит» стали популярними серед російських підлітків від листопада 2015, після того, як користувачка однієї з таких груп, Рената Камболіна (в соціальній мережі відома як «Ріна Полінкова») з Уссурійська, студентка технічного коледжу, скоїла самогубство, кинувшись під потяг, зазнявши сам процес на відео, та залишивши на своїй сторінці в соціальній мережі пост «ня.пока». У лютому 2017 року в Іркутську 15-річна Юлія Константинова і 16-річна Вероніка Волкова зістрибнули із 14-поверхового будинку, виконавши останнє, 50-те завдання у грі «Синій кит». Згідно цього розслідування, жертвами цих «груп смерті» стали 130 підлітків у Росії. Наслідком цього розслідування став арешт адміністратора однієї з таких груп, який проживав у Московській області, Пилипа Будейкіна на прізвисько «Лис», який сам зізнався у скоєному, хоча пізніше заперечував, що схиляв підлітків до самогубства, та навіть намагався відмовити їх від цього кроку. Пізніше встановлено, що він хворіє на біполярний розлад та зазнав насилля в дитинстві, що призвело до його ув'язнення в спеціальну психіатричну лікарню, проте пізніше він був визнаний осудним, та засуджений до кримінального покарання. Наслідком цієї публікації стало те, що адміністрація соціальних мереж стала блокувати акаунти з імовірними суїцидальними постами, а частина кураторів суїцидальних груп затримані російською поліцією. Проте це мало допомогло у боротьбі з поширенням гри в Росії. Навпаки, за офіційними російськими статистичними даними, у 2014 році зафіксовано 400 самогубств серед дітей, то в 2015 році їх число склало 504, а в 2016 році в Росії зафіксовано 720 дитячих самогубств. Гра розпочала поширюватися і за межі Росії, спочатку в найближчі країни з числа колишніх республік СРСР — Україну, Казахстан, Киргизстан, Білорусь, Естонію та Латвію. Пізніше повідомлення про вербування підлітків у «групи смерті» та гру «Синій кит» з'явились у Польщі та Молдові, Азербайджані, Болгарії, Іспанії, Франції, Німеччині, Португалії та Туреччині. У зв'язку із наявністю значної кількості російськомовних емігрантів з'явились свідчення про проникнення «Синього кита» до Ізраїлю. В Інтернеті з'явились англомовні пошуки по хештегу «синій кит» (#blue whale), повідомлялось про появу італомовних хештегів на тему «синього кита». Гра почала з'являтись навіть у країнах Південної Америки — Бразилії, Колумбії, Чилі, Уругваї, Венесуелі, Парагваї та Аргентині; Африки — в Кенії, Алжирі і на острові Реюньйон; та Азії — в Китаї, Індонезії, Саудівській Аравії, Індії, Пакистані та Бангладеш, Кувейті; у липні 2017 року кілька випадків гри в «синього кита» зареєстровані в американських штатах Техас і Джорджія. Незважаючи на значне поширення «Синього кита», та значну кількість дитячих та підліткових самогубств у Росії, значна частина російських журналістів та психологів вважають цю гру своєрідною «міською легендою», зв'язок якої із збільшенням числа підліткових та дитячих самогубств не доведений. Проте правоохоронні органи, психологи та журналісти України з усією серйозністю поставились до появи смертоносної гри в країні, враховуючи те, що за повідомленням правоохоронних органів в Україні зареєстровано дві смерті підлітків, пов'язаних із «Синім китом» — в Донецькій області (Маріуполь) та Івано-Франківську. У Волинській області також з'явились повідомлення про те, що двоє 16-річних дівчат скоїли самогубство під впливом «Синього кита», проте місцева прокуратура пізніше спростувала ці твердження. У кінці липня 2017 року з'явилось повідомлення про самогубство військовослужбовця Національної гвардії України в зоні проведення АТО, ймовірно пов'язане із грою «Синій кит». З усією серйозністю поставились до появи у своїх країнах «груп смерті» правоохоронці Латвії, Італії, Польщі, Молдови, Чехії. В Румунії стурбованість появою «синього кита» висловили міністр внутрішніх справ країни та мер столиці Румунії Бухареста. У Мексиці стурбованість можливою появою «Синього кита» в країні висловили представники владних структур штату Мічоакан. Спеціальні повідомлення по школах країни про ймовірність випадків гри в «Синього кита» у квітні 2017 року розіслала поліція Великої Британії. В Алжирі начальник відділу з боротьби із кіберзлочинністю судової поліції заявив, що хоча в Алжирі немає повної технічної можливості заблокувати розповсюдження «Синього кита», проте поліція буде відстежувати усі випадки небезпечних ігор в Інтернеті, а також проведе кампанію з боротьби із смертоносними іграми в навчальних закладах країни.

## Опис гри

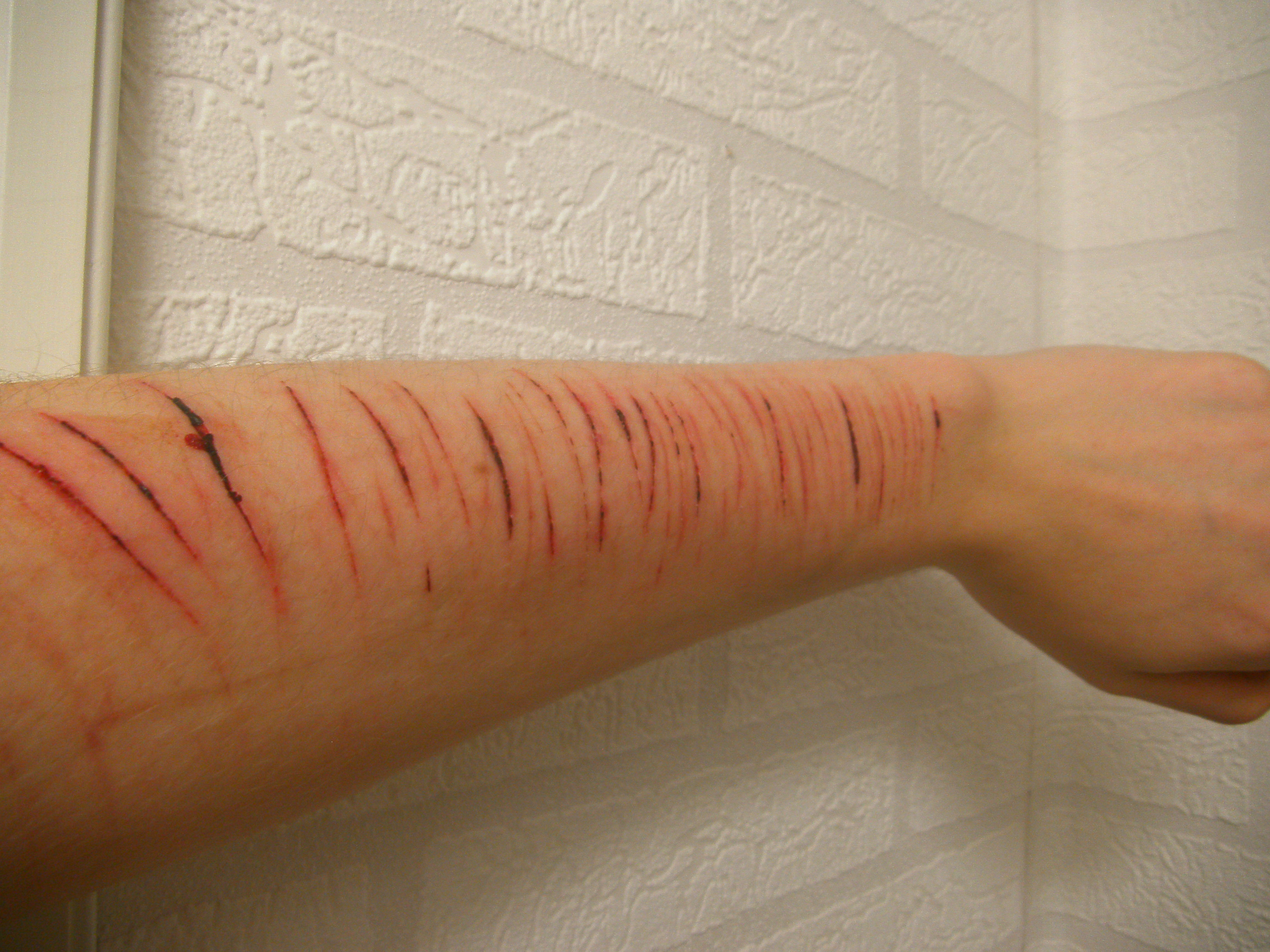
Характерні ушкодження, яких завдають собі учасники гри

Скріншот із екрану мобільного пристрою учасника гри у «Синього кита»

Скріншот із екрану мобільного пристрою із завданням у грі «Синій кит»

Згідно із повідомлень засобів масової інформації та волонтерів, які включаються у гру під виглядом учасників з метою вирахування кураторів «груп смерті» та для запобігання дитячим самогубствам, гра починається після розміщення на сторінці користувача хештегів, які мають підтекст зацікавлення темою самогубства, зокрема: #явигре, #тихийдом, #синий, #синей, #f57, #синийкит, #морекитов, #ждуинструкцию, #разбудименяв4:20 та ряд інших. Після цього із новим потенційним гравцем зв'язується куратор групи, який спочатку опитує новенького про його проблеми, чому він зацікавився можливістю самогубства, після опитування новачку дається набір завдань, одне з яких дати посилання на сайт, який проводить геолокацію (з метою визначення точного розташування гравця, щоб у випадку його дострокової відмови мати змогу його шантажувати), пізніше повідомляється про те, що гравцеві слід підготуватися до скоєння на 50-й день після реєстрації самогубства, та що він не може вийти з гри достроково без наслідків для свого здоров'я, а також здоров'я своїх рідних та друзів. 50 днів підготовки до самогубства, ймовірно, запозичені із книги «50 днів до мого самогубства». За ці 50 днів гравець має щоденно виконувати завдання, надіслані куратором. Ці завдання постійно ускладнюються: так, у перший день гравець зазвичай має намалювати синього кита на руці або вколоти пальця; пізніше він має вирізати або виколоти на шкірі зображення кита, вбити тварину, постояти на краю даху або моста, щоденно прокидатися о 4:20 та дивитися відео із жахами, тощо. Усі ці приготування гравець має робити в таємниці від родичів та друзів, а також щоденно має надсилати фотографію або відео зі звітом про виконане завдання. Для посилення ймовірності шантажу учасникам гри часто дається завдання зробити інтимні фотографії. На 50-й день гравець зобов'язаний зробити самогубство, часто із записом його проведення на відео. У випадку відмови куратор шантажує гравця тим, що знаючи його місце проживання, до нього можуть прийти додому та вбити його та родичів, завдати шкоди його друзям, а також опублікувати інтимні фотографії гравця у відкритому доступі. Шантаж дуже часто деморалізує підлітків, і після нього вони частіше скоюють самогубство.

## Боротьба із поширенням гри
Після широкого розголосу, пов'язаного із поширенням «Синього кита», адміністратори соціальних мереж у Росії стали блокувати акаунти з імовірними суїцидальними постами. Спочатку це почали робити адміністратори «ВКонтакті», оскільки в цій соціальній мережі виявлено найбільше подібних груп, пізніше до цього процесу приєдналися й інші мережі, зокрема «Instagram». Блокувати подібні групи в соціальних мережах розпочали також в Україні, Казахстані, та навіть у Китаї. У Індії в зв'язку із швидким поширенням гри влада країни вирішила заблокувати мережу «ВКонтакті». У Росії, Україні та Казахстані проведено арешти багатьох адміністраторів подібних груп смерті в соціальних мережах. Окрім того, в мережі з'явились групи так званих «антикитів» або «дельфінів», які виявляють потенційних членів «груп смерті», та проводять із ними роботу з запобіганню самогубству. Значна частина цих борців із «синім китом» займаються тролінгом кураторів «груп смерті», після чого ті обмежують або припиняють вербування в такі групи.
У Болгарії над блокуванням розповсюдження «Синього кита» працювала спеціальна організація «Safer Internet Centre», яка займалась як інструкцією з поведінки батьків, чиї діти грають у смертельні інтернет-ігри, так і боротьбою з поширенням фейкових новин, фільтрацією емоційного контенту в Інтернеті та розповсюдженням пояснюючих матеріалів у мережі. Спільними зусиллями їм вдалось зупинити поширення «Синього кита» та моральної паніки в країні.
В Італії із завданням блокування розповсюдження «Синього кита» фактично впоралась одна людина — журналіст Андреа Анголіно, який самостійно проводив розслідування поширення «груп смерті» в країні, у тому числі використовуючи досвід болгарських колег. Сприяло його діяльності й те, що в момент початку його розслідувань, якими він доводив, що «Синій кит» є фейком, відсутність альтернативних точок зору, що сприяло також швидкому поширенню саме його матеріалів та призвело до зниження популярності пошуку «Синього кита» в італійському сегменті Інтернету.
Зважаючи на значне поширення гри «Синій кит» та інших «груп смерті», 26 травня 2017 року Державна Дума Росії прийняла закон про кримінальну відповідальність за створення «груп смерті» в Інтернеті, які закликають неповнолітніх до скоєння самогубства. Максимальним терміном ув'язнення за подібне правопорушення встановлено позбавлення свободи строком до 6 років. 7 червня 2017 року президент Росії Володимир Путін підписав цей закон.
28 травня 2017 року Верховна Рада України прийняла зміни до Кримінального кодексу України щодо посилення відповідальності за сприяння вчиненню самогубства, в тому числі за допомогою мережі Інтернет.
Усі проведені заходи, спрямовані на боротьбу із поширенням гри в Україні, принесли позитивний результат — із початку року до серпня 2017 року кількість жителів України, які зареєстровані в «групах смерті», зменшилось на 45 %.
Для профілактики подальшого поширення гри українські психологи радять не загострювати обстановку навколо «груп смерті» в соціальних мережах, а в спокійній обстановці розповісти дітям про можливість потрапляння під час пошуку в Інтернеті на такі групи та їх небезпеку, пояснювати, що їх інтернет-сторінку не повинні бачити сторонні особи; постійно обговорювати із дітьми не тільки їх успіхи в школі, а й те, яких вони мають друзів у реальному житті та в соціальних мережах, яку слухають музику; необхідно створювати в сім'ї атмосферу довіри та любові, яку повинна відчувати дитина, окрім того, необхідно давати дитині зрозуміти, що батьки вірять у потенціал дитини та завжди готові надати їй підтримку. Українська кіберполіція для профілактики залучення дітей до груп смерті рекомендує наступне:
- Приділяти більше уваги психологічному стану дитини.
- Перевіряти шкіряні покриви дитини на наявність пошкоджень.
- У разі їх виявлення, з'ясовувати обставини, за яких вони з'явилися.
- Особливу увагу звертати на пошкодження різного роду у формі кита.
- Перевіряти облікові записи (акаунти) дитини в соціальних мережах та групи, до яких входить акаунт.
- Перевіряти вміст спілкування у приватних чатах. Звертати увагу на коло спілкування дитини.
- Намагатися зайняти вільний час дитини спортивними або культурними секціями.
- Обов'язково контролювати те, які фото- та відеофайли знаходяться в гаджетах дитини.
- Встановлювати функцію «батьківський контроль» на всіх гаджетах дитини.

Щоправда, на думку українських психологів, українські діти є більш стійкими до потрапляння до «груп смерті», ніж їх російські однолітки, у зв'язку із різницею в ставленні та сприйнятті до майбутнього, відчуттям своєї спроможності вплинути на хід історії та хід свого життя, що пов'язано із досягненнями Революції гідності та розвитком волонтерського руху в Україні.

## Блокування російських інтернет-сервісів в Україні
15 травня 2017 року Президент України Петро Порошенко своїм указом встановив вимогу блокування інтернет-провайдерами доступу до низки російських інтернет-сайтів, у числі яких є й соціальні мережі ВКонтакті та Однокласники. Після опублікування цього указу голова СБУ Василь Грицак повідомив, що фахівці спецслужби нарахували в російських порталах соцмереж близько 800 груп антиукраїнської спрямованості, в числі яких він назвав і «Синій кит». Начальник Головного Управління Національної поліції України в Києві Андрій Крищенко також повідомив про те, що після заборони російських соцмереж в Україні легше буде боротися із поширенням «Синього кита». Щоправда, на думку деяких оглядачів, заборона російських соцмереж призводить до того, що діти переходять у інші соціальні мережі, зокрема «Instagram» та «Viber», де є можливим створення подібних «груп смерті» та продовження виконання смертельних завдань, а також виникнення нових смертельних ігор, а також за необхідності будуть обходити блокування за допомогою VPN-сервісів. Подібні смертельні ігри, зокрема «Червона сова» та «Зелений кіт», набули популярності в соцмережах уже в кінці 2017 року. У Росії в кінці 2017 року зареєстровані випадки гри в іншу суїцидальну гру — «Новий шлях» (рос. Новый путь).